# Canton de Château-Salins
Le canton de Château-Salins est une ancienne division administrative française qui était située dans le département de la Moselle et la région Lorraine.

## Géographie
Ce canton est organisé autour de Château-Salins dans l'arrondissement de Château-Salins. Son altitude varie de 190 m (Manhoué) à 365 m (Amelécourt) pour une altitude moyenne de 233 m.

## Histoire
C'est un ancien canton du département de la Meurthe. Il a été annexé  par l'Allemagne en 1871, conformément au traité de Francfort. Il a alors été amputé des communes de Mazerulles, Moncel-sur-Seille et, Sornéville,  restées françaises, qui ont été rattachées au canton de Seichamps. Il a été intégré au département de la Moselle en 1918.

## Représentation

### Conseillers généraux de 1833 à 2015
| Période         | Période           | Identité                                                 | Étiquette              | Qualité |
| --------------- | ----------------- | -------------------------------------------------------- | ---------------------- | --- |
| 1833            | 1840 (décès)      | Joseph Laurent (1762-1840)                               |                        | Notaire à Haboudange puis à Château-Salins                                                                                 |
| 1840            | 1842              | Comte Olivier Molitor                                    |                        | Propriétaire du château de Burthécourt à Château-Salins                                                                    |
| 1842            | 1848              | Anne Louis Tancrède de Scitivaux de Greische (1794-1872) |                        | Ancien officier d'état-major Propriétaire à Villers-lès-Nancy                                                              |
| 1848            | 1855              | Jean-Baptiste Dufays                                     |                        | Ancien directeur de la saline de Dieuze Ancien Sous-Préfet Propriétaire à Château-Salins                                   |
| 1855            | 1871              | Jacques, Comte puis Marquis de Maillart de Landreville   |                        | Propriétaire et industriel à Nancy                                                                                         |
| 1871            | 1919              | Annexion allemande                                       |                        | |
| 1919            | 1931              | Arthur François                                          | Conservateur           | Médecin à Château-Salins                                                                                                   |
| 1931            | 1937              | Lucien Génois                                            | URL- URD               | Agriculteur Député (1933-1936), maire d'Hampont, ancien conseiller d'arrondissement                                        |
| 1937            | 1940              | François Beaudoin                                        | PAPF                   | Ingénieur agronome Maire d'Obreck Député (1936-1942) Mort pour la France                                                   |
| 1940            | 1944              | Annexion allemande                                       |                        | |
| 1945            | 1949              | Jules Thiriet                                            | RI                     | Président des syndicats et coopératives pour la reconstruction de la Moselle Député (1946-1958) Maire d'Obreck (1945-1978) |
| 1949            | 1950 (annulation) | Pierre Rouprich                                          | RPF                    | Cultivateur, premier adjoint au maire de Château-Salins                                                                    |
| 15 octobre 1950 | 1956 (décès)      | Emile Rivard                                             | RPF                    | Médecin - Maire de Château-Salins (1948-1956)                                                                              |
| 1956            | 1973              | Jules Thiriet                                            | RPF puis ARS puis CNIP | Député (1946-1958), maire d'Obreck (1945-1978)                                                                             |
| 1973            | 1998              | Pierre Bourlon                                           | UDR puis RPR           | Médecin à Château-Salins                                                                                                   |
| 1998            | 2014 (démission)  | Claude Cornet                                            | DVD-UDI                | Maire de Château-Voué (1989-2008)                                                                                          |
| 2014            | 2015              | Jeannine Berviller                                       | DVD-UDI                | Chef d'entreprise à Kappelkinger Elue en 2015 dans le Canton du Saulnois                                                   |

### Conseillers d'arrondissement (de 1833 à 1940)
Le canton de Château-Salins avait deux conseillers d'arrondissement.
| Période                                  | Période      | Identité                                    | Étiquette | Qualité |
| ---------------------------------------- | ------------ | ------------------------------------------- | --------- | --- |
| 1833                                     | 1836         | Marie Charles Alexis Boppe (1800-1865)      |           | Marchand de draps à Château-Salins                                                                          |
| 1833                                     | 1836         | M. Salmon                                   |           | Substitut du Procureur du Roi à Château-Salins                                                              |
| 1836                                     | 1839         | M. Blahay                                   |           | Rentier à Château-Salins                                                                                    |
| 1836                                     | 1845         | Antoine Nicolas Ris                         |           | Juge de paix à Château-Salins                                                                               |
| 1839                                     | 1848         | M. Melin                                    |           | Notaire à Château-Salins                                                                                    |
| 1845                                     | 1848         | Vivant Pierre Nicolas Thouvenel (1776-1865) |           | Ancien commissaire des poudres et salpêtres à Nancy, propriétaire à Salonnes                                |
|                                          |              |                                             |           | |
| 1919                                     | 1921 (décès) | Camille Thiriet (1865-1921)                 | URL       | Maire d'Obreck                                                                                              |
| 1919                                     | 1929 (décès) | Eugène Hocquel (1859-1929)                  | URL       | Agriculteur, maire de Riche                                                                                 |
| 1921                                     | 1940         | Louis Émile Adrian (1855-1937)              | URL       | Vétérinaire à Château-Salins, lieutenant-colonel                                                            |
| 1929                                     | 1931         | Lucien Génois                               | URL       | Agriculteur, maire de Hampont                                                                               |
| 1931                                     | 1940         | Paul Hinzelin                               |           | Maire de Bioncourt                                                                                          |
| 1940                                     |              |                                             |           | Les conseils d'arrondissement ont été suspendus par la loi du 12 octobre 1940 et n'ont jamais été réactivés |
| Les données manquantes sont à compléter. |              |                                             |           | |

## Composition
Le canton de Château-Salins groupe 31 communes et compte 6 692 habitants (recensement de 2012 sans doubles comptes).
| Communes              | Population (2012) | Code postal | Code Insee |
| --------------------- | ----------------- | ----------- | ---------- |
| Aboncourt-sur-Seille  | 73                | 57590       | 57002      |
| Achain                | 82                | 57340       | 57004      |
| Amelécourt            | 151               | 57170       | 57018      |
| Attilloncourt         | 106               | 57170       | 57036      |
| Bellange              | 61                | 57340       | 57059      |
| Bioncourt             | 325               | 57170       | 57084      |
| Burlioncourt          | 165               | 57170       | 57120      |
| Chambrey              | 375               | 57170       | 57126      |
| Château-Salins        | 2 444             | 57170       | 57132      |
| Château-Voué          | 123               | 57170       | 57133      |
| Conthil               | 178               | 57340       | 57151      |
| Dalhain               | 122               | 57340       | 57166      |
| Fresnes-en-Saulnois   | 183               | 57170       | 57238      |
| Gerbécourt            | 105               | 57170       | 57247      |
| Grémecey              | 101               | 57170       | 57257      |
| Haboudange            | 295               | 57340       | 57281      |
| Hampont               | 200               | 57170       | 57290      |
| Haraucourt-sur-Seille | 112               | 57630       | 57295      |
| Lubécourt             | 61                | 57170       | 57423      |
| Manhoué               | 144               | 57590       | 57440      |
| Morville-lès-Vic      | 135               | 57170       | 57485      |
| Obreck                | 44                | 57170       | 57520      |
| Pettoncourt           | 293               | 57170       | 57538      |
| Pévange               | 52                | 57340       | 57539      |
| Puttigny              | 77                | 57170       | 57558      |
| Riche                 | 177               | 57340       | 57580      |
| Salonnes              | 194               | 57170       | 57625      |
| Sotzeling             | 26                | 57170       | 57657      |
| Vannecourt            | 89                | 57340       | 57692      |
| Vaxy                  | 136               | 57170       | 57702      |
| Wuisse                | 63                | 57170       | 57753      |

## Démographie
| 1962  | 1968  | 1975  | 1982  | 1990  | 1999  | 2012  |
| ----- | ----- | ----- | ----- | ----- | ----- | ----- |
| 6 003 | 6 470 | 6 281 | 6 350 | 6 432 | 6 487 | 6 692 |